# 挪威气候与污染控制局
挪威气候与污染控制局（挪威語：Klima- og forurensningsdirektoratet，Klif；2010年之前名为挪威污染控制局 (Statens forurensningstilsyn) ）是挪威曾经的一个政府机构，成立于1974年，后于2013年与挪威自然管理局合并为挪威环境局。